# Брыкин, Степан Васильевич
Степан Васильевич Брыкин (настоящее имя Симеон; 27 декабря 1861 [8 января 1862], станица Раздорская, Область войска Донского — 30 июня (13 июля) 1912, Святошино, Киевская губерния) — российский артист оперы (лирический баритон), антрепренёр и вокальный педагог.

## Биография
Родился 27 декабря 1861 (8 января 1862) года в станице Раздорская Области войска Донского (ныне Усть-Донецкого района, Ростовская область).
В 1886 году окончил юридический факультет Московского университета. Одновременно пел в хоре оперетты М. Лентовского (1887). Д. М. Леонова, услышав молодого певца, в течение двух лет давала ему бесплатные уроки пения. Также брал уроки у С. М. Сонки.
В конце 1880-х годов Брыкин впервые выступил на оперной сцене в Вильно (антрепренёр А. Картавова), где пел до 1891 года. В составе этой труппы гастролировал в Риге (осень 1888, выступил в партии Демона в одноимённой опере А. Рубинштейна, эта роль позднее стала одной из лучших в его репертуаре), Петербурге (весна 1889).
В 1891—1993 годах — солист петербургского Мариинского театра (дебютировал в «Травиате»), в 1893—1894 годах (в некоторых источниках до 1897 года) — выступал в Киевской опере, в 1894—1896 годах — в Харькове, а в сезоне 1896/1897 — в Московской частной русской опере С. Мамонтова.
Позднее пел в оперных театрах Саратова (1897, сезон 1899/1900), Казани (1898, сезон 1900/1901), Москвы (театр «Эрмитаж», Товарищество оперных артистов под управлением М. Бородая).
В 1901 года из-за болезни Брыкин был вынужден покинуть сцену. Преподавал в Музыкальном училище Киевского отделения Русского музыкального общества.
Позже занялся оперной антрепризой. В руководимой им оперной труппе Киевского театра провёл ряд реформ, осуществил постановку опер русских и западно-европейских композиторов. Деятельность Брыкина как антрепренёра способствовала поднятию художественного уровня провинциального оперного театра России.
Умер 30 июня (13 июля) 1912 года в Святошино, близ Киева.

## Интересный факт
Оперная певица Вера Васильевна Чумичева, начинавшая свою карьеру певицей Киевского городского театра (умерла в Брюсселе в возрасте сто два года), хранила свой первый артистический контракт, в котором была такая фраза:

«Прибыть на место службы 15 августа 1907 года и участвовать на всех приготовлениях к сезону и репетициям, за которые плата не полагается. Причём, неявка на службу или неучастие в репетициях даёт право антрепренёру Степану Васильевичу Брыкину прекратить действие оного договора».